# Paul Cohn
Paul Moritz Cohn (Hamburgo, 8 de janeiro de 1924 — Londres, 20 de abril de 2006) foi um matemático britânico. Trabalhou com álgebra.

## Trabalho matemático
Ao todo, Cohn escreveu cerca de 200 artigos matemáticos. Ele trabalhou em muitas áreas da álgebra, principalmente na teoria dos anéis não comutativos. Seus primeiros trabalhos, cobrindo muitos tópicos, foram publicados em 1952. Ele generalizou um teorema devido a Wilhelm Magnus e trabalhou na estrutura de espaços tensoriais. Em 1953 publicou um artigo conjunto com Kurt Mahler sobre pseudo-avaliações e em 1954 publicou um trabalho sobre álgebras de Lie. 
Os trabalhos dos anos seguintes cobriram áreas como teoria de grupos, teoria de campo, anéis de Lie, semigrupos, grupos abelianos e teoria dos anéis. Ele publicou seu primeiro livro, Grupos de Lie, em 1957. Depois disso, ele se mudou para as áreas de álgebras de Jordan, anéis de divisão de Lie, campos de inclinação, anéis ideais livres e domínios de fatoração única não comutativa. Publicou seu segundo livro, Equações lineares, em 1958 e seu terceiro, Geometria sólida, em 1961. Álgebra universal apareceu em 1965 (segunda edição 1981). Depois disso, concentrou-se na teoria dos anéis não comutativos e na teoria das álgebras.
Sua monografia Anéis livres e suas relações apareceu em 1971. Cobriu o trabalho de Cohn e outros sobre álgebras associativas livres e classes relacionadas de anéis, especialmente anéis ideais livres. Ele incluiu todos os seus próprios resultados publicados sobre a incorporação de anéis em campos enviesados. A segunda edição ampliada apareceu em 1985.
Cohn também escreveu livros didáticos de graduação. O volume I de Álgebra apareceu em 1974 e o volume II em 1977. A segunda edição, em três volumes, foi publicada pela Wiley entre 1982 e 1991. Esses volumes estavam de acordo com os currículos britânicos (e não americanos) da época e incluem álgebra linear e álgebra abstrata. Cohn escreveu uma iteração revisada subsequente do primeiro volume como Classical Algebra (Wiley, 2000) como uma versão mais "amigável" para estudantes de graduação (de acordo com seu prefácio); este livro também inclui alguns tópicos selecionados dos volumes II e III de Álgebra. A encarnação final dos livros didáticos de álgebra de Cohn apareceu em 2003 como dois volumes Springer Basic Algebra e Mais Álgebra e Aplicações; o material em Álgebra Básica é (de acordo com seu prefácio) bastante mais conciso e, embora corresponda aproximadamente ao volume I de Álgebra, pressupõe conhecimento de álgebra linear; o material sobre teorias básicas (grupos, anéis, campos) é desenvolvido com mais profundidade em Álgebra Básica comparado ao volume I de Álgebra. Mais Álgebra e Aplicações corresponde aproximadamente aos volumes II e III de Álgebra, mas reflete a mudança de algum material desses volumes para Álgebra Básica.

## Obras
- Lie Groups (1957)[3]
- Cohn, P. M. (1958). «Rings of zero-divisors». Proc. Amer. Math. Soc. 9 (6): 909–914. MR 0103202. doi:10.1090/s0002-9939-1958-0103202-2
- Cohn, P. M. (1963). «Noncommutative unique factorization domains». Trans. Amer. Math. Soc. 109 (2): 313–331. MR 0155851. doi:10.1090/s0002-9947-1963-0155851-x
- Cohn, P. M. (1963). «Rings with a weak algorithm». Trans. Amer. Math. Soc. 109 (2): 332–356. MR 0153696. doi:10.1090/s0002-9947-1963-0153696-8
- Universal Algebra (1965, 1981)
- Free Rings and Their Relations (1971,[4] 1985)[5]
- Algebra I (1974, 1982)
- Algebra II (1977, 1989)
- Skew Field Constructions (1977)[6]
- Algebra III (1990)
- Algebraic Numbers and Algebraic Functions (1991)
- Elements of Linear Algebra (1994)
- Skew Fields, Theory of General Division Rings (na Encyclopedia of Mathematics and its Applications, vol. 57, 1995)
- Cohn, P. M. (2000). «From Hermite rings to Sylvester domains». Proc. Amer. Math. Soc. 128 (7): 1899–1904. MR 1646314. doi:10.1090/s0002-9939-99-05189-8
- Introduction to Ring Theory (2000)
- Classic Algebra (2000)
- Basic Algebra (2002)
- Further Algebra and Applications (2003)
- Oxford Dictionary of National Biography (colaborador, 2004)
- Free Ideal Rings and Localization in General Rings (2006)